# Апшар, Вильям
Вильям Апшар (28 октября 1881 — 21 июля 1943) — американский военный времен Первой мировой войны и Второй мировой войны, генерал-майор морской пехоты США.

## Биография
Родился 28 октября 1881 года в городе Ричмонд, штат Вирджиния.
В 1902 году окончил Вирджинский военный институт. С 1 февраля 1904 года младший лейтенант Вильям Апшар вступил в корпус морской пехоты США. Проходил военную службу на различных кораблях военно-морского флота США и на американских военных базах по всей стране.
В составе экспедиционного корпуса с октября 1906 года находился в Гаване (Куба), с 9 января по 8 февраля 1907 года находился на военной базе Гуантанамо. В 1908 году в составе отряда морской пехоты США находится на Панамском перешейке. С января 1912 года по февраль 1914 года находился в составе 1-й бригады морской пехоты на Филиппинских островах. Оттуда переведен в американскую дипломатическую миссию в Пекине (Китай), где пробыл до октября 1914 года.
Участвовал в американском вторжении на Гаити в 1915 году. 4 августа 1915 года назначен командиром 15-й роты 2-го полка морской пехоты в городе Порт-о-Пренс. За отличие при взятии форта Дипите награждён высшей военной наградой США — медалью Почета.
После вступления США в Первую мировую войну, в составе 13-го полка находился на территории Франции, где занимал должность коменданта американских военных тюрем в Казино де Лиль и Бордо.
После окончании Первой мировой войны проходил службу на Виргинских островах, на Гаити и в Пуэрто-Рико. В сентябре 1939 года он был прикомандирован к военной базы корпуса морской пехоты в Сан-Диего, штат Калифорния. Впоследствии занимал должности коменданта школ и казарм корпуса морской пехоты в Квантико (Вирджиния), начальника резерва корпуса морской пехоты, дежурного отдела военного планирования, офицера штаба начальника оперативного отдела, командующий военной базы корпуса морской пехоты в Сан-Диего.
С 1 января 1942 года и до самой своей гибели занимал должность командующего Тихоокеанского департамента корпуса морской пехоты США с резиденцией в Сан-Франциско (Калифорния).
21 июля 1943 погиб во время авиационной катастрофы вблизи Ситке на Аляске. В сентябре 1948 года его останки были перезахоронены на территории Военно-морской академии США в Аннаполисе, штат Мэриленд.